# مقعدون، ولقطاء، وأشياء محطمة
مقعدون، ولقطاء، وأشياء محطمة (بالإنجليزية: Cripples, Bastards, and Broken Things)‏ هي الحلقة الرابعة من الموسم الأول من المسلسل الفانتازي صراع العروش، والمُقتبس من سلسلة روايات أغنية الجليد والنار للمؤلف جورج ر. ر. مارتن، وهي الحلقة رقم 4 من المسلسل ككل. عُرضت الحلقة لأول مرة في 8 مايو 2011، على شبكة إتش بي أو المُنتجة للمسلسل، وكانت من كتابة براين كوغمان، ومن إخراج براين كيرك.

## ملخص الحلقة
يعود (تيريون) إلى «وينترفيل» ويدرك ما حصل لـ (بران) ويسمعه بعض الكلام الذي يعيد الأمل له. في العاصمة، يقوم (نيد) بالبحث عن أدلة وتحرياتٍ عن الموت المفاجئ لـ (جون آرين) -ساعد الملك السابق-، وأثناء بحثه بعثر على ابن غير شرعي للملك (روبرت) يعمل في الحدادة. أما في الحرس الليلي، ينضم عضو جديد للمجموعة يدعى (سام تارلي) ولكنه يلقى الإساءة منهم، فيقوم (جون سنو) بحمايته. وفي القارة الشرقية، يغضب (فايسرس) أشد الغضب من أخته بعد أن صارت هي القائدة ويتلقى أوامر منها. (كاتلين) وهي في طريقها إلى «وينترفيل» تلتقي صدفة في إحدى الحانات بـ (تيريون) أثناء عودته للعاصمة، فتجمع (كاتلين) حلفائها وتخبرهم أن هذه العائلة حاولت قتل ولدها (بران) وما جزاء القتل إلا بالقتل، فيرفع جميع من بالحانة سيوفهم لقتله.

## الإنتاج
سيناريو الحلقة كان من كتابة براين كوغمان، وأُختير براين كيرك لإخراجها. كان ماركو بونتيكورفو مديرًا لتصوير الحلقة، وفرانسيس باركر محررةً لها، أما موسيقى الحلقة التصويرية فكانت من تلحين رامين جوادي.

## نسب المشاهدة
| الموسم | الموسم | رقم الحلقة | رقم الحلقة | رقم الحلقة | رقم الحلقة | رقم الحلقة | رقم الحلقة | رقم الحلقة | رقم الحلقة | رقم الحلقة | رقم الحلقة | المتوسط |
| الموسم | الموسم | 1          | 2          | 3          | 4          | 5          | 6          | 7          | 8          | 9          | 10         | المتوسط |
| ------ | ------ | ---------- | ---------- | ---------- | ---------- | ---------- | ---------- | ---------- | ---------- | ---------- | ---------- | ------- |
|        | 1      | 2.22       | 2.20       | 2.44       | 2.45       | 2.58       | 2.44       | 2.40       | 2.72       | 2.66       | 3.04       | 2.52    |
|        | 2      | 3.86       | 3.76       | 3.77       | 3.65       | 3.90       | 3.88       | 3.69       | 3.86       | 3.38       | 4.20       | 3.80    |
|        | 3      | 4.37       | 4.27       | 4.72       | 4.87       | 5.35       | 5.50       | 4.84       | 5.13       | 5.22       | 5.39       | 4.97    |
|        | 4      | 6.64       | 6.31       | 6.59       | 6.95       | 7.16       | 6.40       | 7.20       | 7.17       | 6.95       | 7.09       | 6.84    |
|        | 5      | 8.00       | 6.81       | 6.71       | 6.82       | 6.56       | 6.24       | 5.40       | 7.01       | 7.14       | 8.11       | 6.88    |
|        | 6      | 7.94       | 7.29       | 7.28       | 7.82       | 7.89       | 6.71       | 7.80       | 7.60       | 7.66       | 8.89       | 7.69    |
|        | 7      | 10.11      | 9.27       | 9.25       | 10.17      | 10.72      | 10.24      | 12.07      | غ/م        | غ/م        | غ/م        | 10.26   |
|        | 8      | 11.76      | 10.29      | 12.02      | 11.80      | 12.48      | 13.61      | غ/م        | غ/م        | غ/م        | غ/م        | 11.99   |

## وصلات خارجية
- مقعدون، ولقطاء، وأشياء محطمة على موقع IMDb (الإنجليزية)
- مقعدون، ولقطاء، وأشياء محطمة على موقع ميتاكريتيك (الإنجليزية)
- مقعدون، ولقطاء، وأشياء محطمة على موقع روتن توميتوز (الإنجليزية)
- مقعدون، ولقطاء، وأشياء محطمة على موقع أول موفي (الإنجليزية)